# Гита од Весекса
Гита од Весекса (енгл. Gytha of Wessex, рус. Ги́та Уэ́ссекская; преминула 1098. или 1107) била је ћерка енглеског краља Харолда II (јануар - октобар 1066) и прва супруга кијевског кнеза Владимира Мономаха (1113—1125).
Гита је била ћерка Харолда Годвинсона, последњег англосаксонског краља Енглеске. У историографији се сматра да је била Харалдова ванбрачна ћерка из везе са конкубином Едитом Лабудовог врата.
Када је њен отац погинуо 1066. у бици код Хејстингса, Гита се са осталим члановима краљевске породице склонила у Ексетер. Непосредно пре него што је град заузео нови енглески краљ Вилијам I Освајач, Гита је 1068. са сродницима побегла у Фландрију, а затим, у пратњи два брата, у Данску где је владао њен рођак, краљ Свејн II Естридсен (1047—1075/6) .
Краљ Свејн је затим посредовао око Гитине удаје и она се између 1074. и 1076. године  венчала са смоленским кнезом Владимиром Мономахом, унуком Јарослава Мудрог. По доласку у Русију, Гита је вероватно добила име Ана. Најстарији син Гите и Владимира, будући Мистислав I Велики, у скандинавским и западним изворима се спомиње као Харолд, што, можда, указује да је поред руског имао и друго име у знак сећања на деду по мајчиној линији .
Два главна наративна извора за познавање Гитиног живота су Геста Данорум Саксона Граматика и Хеимскрингла Снурија Стурлусона. Једини руски извор који је индиректно спомиње, Несторов летопис или Повест минулих лета, бележи о само кратку вест о смрти неименоване жене Владимира Мономаха 7. маја 1107. године . Међутим, захваљујући истраживањима руског историчара Александра Назаренка откривен је помен кнегиње Гите у синодику манастира Св. Пантелејмона код Келна, чији је приложник Гита била највероватније још од времена боравка у Фландрији која је потпадала под Келнску надбискупију. „Краљица Гита“ је умрла 10. марта , а Назаренко је исцрпном анализом података о потомцима Владимира Мономаха закључио да је Гита кренула на ходочашће у Свету земљу у знак захвалности за чудесно исцељење њеног најстаријег сина Мистислава и да је на том путу, који се поклопио са Првим крсташким ратом, и преминула 1098. године.

## Породично стабло
|  |                          |  |  |  |  |  |  |  |  |  |  |  |  |  |  |  |
|  | 2. Харолд II Енглески    |  |  |  |  |  |  |  |  |  |  |  |  |  |  |  |
|  |                          |  |  |  |  |  |  |  |  |  |  |  |  |  |  |  |
|  |                          |  |  |  |  |  |  |  |  |  |  |  |  |  |  |  |
|  | 1. Гита од Весекса       |  |  |  |  |  |  |  |  |  |  |  |  |  |  |  |
|  |                          |  |  |  |  |  |  |  |  |  |  |  |  |  |  |  |
|  |                          |  |  |  |  |  |  |  |  |  |  |  |  |  |  |  |
|  | 3. Едита Лабудовог врата |  |  |  |  |  |  |  |  |  |  |  |  |  |  |  |
|  |                          |  |  |  |  |  |  |  |  |  |  |  |  |  |  |  |
|  |                          |  |  |  |  |  |  |  |  |  |  |  |  |  |  |  |

## Потомство
Владимир Мономах и Гита од Весекса имали су бројно потомство:
- Мистислав I Владимирович Велики, велики кнез Кијева (1125—1132)
- Изјаслав Владимирович (†1096), кнез Курска и кнез Мурома.
- Свјатослав Владимирович (†1114), кнез Смоленска и Перејаслава
- Роман Владимирович (†1119.
- Јарополк II Владимирович, велики кнез Кијева (1132—1139)
- Вјачеслав Владимирович (†1154), кнез Турова, велики кнез Кијева (1139, 1150, (1151—1154)
- Марија (Марина) Владимировна (†1146/1147), удата за византијског самозванца Лава Диогена;
- Евдоксија Владимировна
- Ефимија Владимировна (†1139), друга супруга угарског краља Коломана
- Агафија Владимировна